# Chalicotherium
Chalicotherium (klassisk grekiska: χαλιξ khalix, khalik 'klapperstenar', 'grus' och θηρίον thērion 'odjur') var en stor, växtätare i ordningen Perissodactyla och familjen Chalicotheriidae, som levde i Europa, Afrika, Asien under sen oligocen och tidig pliocen för 28 miljoner år sedan. 
Till skillnad från nu levande arter i ordningen Perissodactyla så hade Chalicotherium klor istället för hovar, och gick därför på knogarna likt sengångare.